# Richard Truly
Richard Harrison Truly (Fayette, 12 de novembro de 1937 — Genesee, 27 de fevereiro de 2024) foi um ex-astronauta e engenheiro aeronáutico dos Estados Unidos. Foi também o oitavo administrador da NASA, entre 1989 e 1992.

## Biografia
Formado em engenharia aeronáutica pelo Instituto de Tecnologia da Geórgia, começou a carreira de piloto como aviador naval, servindo como piloto de jato F-8 Crusader nos porta-aviões USS Intrepid e USS Enterprise no começo dos anos 60, acumulando mais de 300 pousos em porta-aviões. Em 1963 integrou, primeiro como aluno e depois como instrutor, a Escola de Pilotos de Teste da Força Aérea dos Estados Unidos, na Base Aérea Edwards, Califórnia, onde permaneceu até 1965. Neste ano ele foi um dos primeiros militares a serem selecionados como astronautas para o Manned Orbiting Laboratory, um projeto da USAF para a construção da primeira estação orbital militar, estabelecido em Los Angeles, Califórnia. Após o cancelamento do programa ele entrou para a NASA, em agosto de 1969.

Durante seu primeiro período na agência espacial atuou como CAPCOM das três missões Skylab e do voo conjunto Apollo–Soyuz, na primeira metade dos anos 70. Em 1977 integrou as primeira tripulações de testes dos ônibus espaciais e foi ao espaço pela primeira vez em 1981, como piloto da nave Columbia na STS-2, a segunda missão do ônibus espacial, quando foi o primeiro homem lançado ao espaço no dia de seu aniversário. Dois anos depois, comandou a missão STS-8 na nave Challenger, após a qual deixou a NASA, para exercer um recém-criado comando na Marinha.
Três meses depois do acidente da Challenger, Truly retornou à NASA para assumir o cargo de Administrador-adjunto para Voos Espaciais, em que seu principal trabalho era administrar e coordenar o retorno dos voos espaciais posteriores à tragédia e fazer uma análise das condições para futuros voos e do programa a longo prazo. O trabalho levou quase três anos até o retorno das missões em março de 1986 com o voo da STS-26 Discovery.
Em maio de 1989 ele foi nomeado Administrador da NASA pelo presidente George H. W. Bush, o primeiro astronauta a ter o comando geral da agência espacial. Carl Sagan credita a ele ter interferido para que a espaçonave Voyager 1 pudesse tirar, em 1990, uma última fotografia da Terra a seis bilhões de quilômetros, antes de completar sua missão. A imagem ficou sendo conhecida como o Pálido Ponto Azul.. Demitido em 1992 para surpresa dele próprio e de muitos analistas, que viram na ação uma tentativa do conselho de espaço do vice-presidente Dan Quayle dele mesmo controlar diretamente as atividades da NASA. Alguns atribuem sua demissão à sua insistência em prolongar o programa dos ônibus espaciais ao invés de desenvolver missões menores, mais baratas e mais rápidas preferidas pela administração, sendo incapaz de vencer a burocracia e fazer as reformas que o governo achava necessárias.
Após deixar a NASA assumiu o cargo de vice-presidente e diretor do Georgia Tech Research Institute, parte do Instituto de Tecnologia da Geórgia, em Atlanta, função que exerceu entre 1992 e 1997. Entre 1997 e 2005 foi diretor do Laboratório Nacional de Energia Renovável do Departamento de Energia dos Estados Unidos.
Truly faleceu no dia 27 de fevereiro de 2024.